# Фарлі (Кентуккі)
Фарлі (англ. Farley) — переписна місцевість (CDP) в США, в окрузі Маккракен штату Кентуккі. Населення — 4374 особи (2020).

## Географія
Фарлі розташоване за координатами 37°2′24″ пн. ш. 88°34′22″ зх. д. / 37.04000° пн. ш. 88.57278° зх. д. (37.039997, -88.572895).  За даними Бюро перепису населення США в 2010 році переписна місцевість мала площу 15,58 км², з яких 15,29 км² — суходіл та 0,28 км² — водойми.

## Демографія
Згідно з переписом 2010 року, у переписній місцевості мешкала 4701 особа в 1956 домогосподарствах у складі 1278 родин. Густота населення становила 302 особи/км².  Було 2232 помешкання (143/км²).
Расовий склад населення:
| - 93,0 % — білих - 3,5 % — чорних або афроамериканців - 0,4 % — корінних американців - 0,3 % — азіатів |

До двох чи більше рас належало 2,2 %. Частка іспаномовних становила 2,1 % від усіх жителів.
За віковим діапазоном населення розподілялося таким чином: 23,2 % — особи молодші 18 років, 62,8 % — особи у віці 18—64 років, 14,0 % — особи у віці 65 років та старші. Медіана віку мешканця становила 39,7 року. На 100 осіб жіночої статі у переписній місцевості припадало 98,0 чоловіків;  на 100 жінок у віці від 18 років та старших — 95,0 чоловіків також старших 18 років.
Середній дохід на одне домашнє господарство  становив 43 472 долари США (медіана — 37 633), а середній дохід на одну сім'ю — 48 388 доларів (медіана — 44 583). Медіана доходів становила 37 459 доларів для чоловіків та 30 313 долари для жінок. За межею бідності перебувало 21,3 % осіб, у тому числі 38,2 % дітей у віці до 18 років та 8,6 % осіб у віці 65 років та старших.
Цивільне працевлаштоване населення становило 1914 особи. Основні галузі зайнятості: освіта, охорона здоров'я та соціальна допомога — 18,7 %, роздрібна торгівля — 17,9 %, мистецтво, розваги та відпочинок — 15,5 %.